# Forma abstracta
En lingüística, L. Bloomfield denominó formas abstractas a aquellas formas con significado equivalente, pero que se emplean en posiciones sintácticas distintas, perteneciendo cada una, por lo tanto, a una diferente categoría gramatical.
Esto es patente en algunas lenguas, como, por ejemplo, el inglés, donde un verbo, como run (‘correr’), no podría funcionar como agente, pero para ello existiría la «forma abstracta» run (‘carrera’), que sí podría funcionar como sustantivo y, por lo tanto, como agente («The run will warm you up»).